# Paramesosella
Paramesosella is een kevergeslacht uit de familie van de boktorren (Cerambycidae). De wetenschappelijke naam van het geslacht werd voor het eerst geldig gepubliceerd in 1940 door Breuning.

## Soorten
Paramesosella omvat de volgende soorten:
- Paramesosella affinis Breuning, 1970
- Paramesosella alboplagiata Breuning, 1948
- Paramesosella chassoti Breuning, 1967
- Paramesosella fasciculata Breuning, 1940
- Paramesosella gigantea Breuning, 1948
- Paramesosella maxima Hüdepohl, 1999
- Paramesosella medioalba Breuning, 1956
- Paramesosella plurifasciculata Breuning, 1970
- Paramesosella stheniformis Breuning, 1940
- Paramesosella sthenioides (Breuning, 1938)